# Edificio Legislativo de Nuevo Brunswick
El Edificio Legislativo de Nuevo Brunswick es un edificio de gobierno situado en la ciudad de Fredericton, la capital de la provincia de Nuevo Brunswick (Canadá). Alberga la Cámara de la Asamblea Legislativa de Nuevo Brunswick, la Cámara del Consejo Legislativo de Nuevo Brunswick, ahora ocupada por el Consejo Ejecutivo de Nuevo Brunswick, la Oficina del Presidente de la Asamblea Legislativa, la Oficina del Secretario y la Biblioteca de la Asamblea Legislativa de Nuevo Brunswick .

## Descripción
El edificio está ubicado en Parliament Square, bordeado por Queen Street al norte, King Street al sur, Secretary Alley al este y St. John Street al oeste. Para su construcción, el gobierno abrió un concurso que ganó J. C. Dumaresq, arquitecto de San Juan. El costo del edificio y su mobiliario fue de 120 000 dólares canadienses de 1880, de los cuales 2000 fueron en accesorios de gas.
Tiene  tres pisos (uno de ellos en mansarda), fue diseñado en estilo Segundo Imperio y se inauguró el 16 de febrero de 1882. Su pórtico de entrada está flanqueado por columnas corintias de arenisca estriada de 4,25 m de altura. Encima del frontón hay una imagen de Britannia de 1,83 metros con su tridente, que constituye una expresión del poderío marítimo de Gran Bretaña de ese entonces.
La entrada principal tiene un conjunto central, con una rotonda con retratos de personalidades coronada por una cúpula que supera el techo de 41 metros.  Una gran escalera de caracol se encuentra detrás. A su vez, alberga una galería de retratos de extenientes gobernadores. Co una altura arquitectónica de 43 metros, es el edificio más alto de Fredericton.
La cámara es de estilo victoriano y tiene una lámpara de araña de bronce, a la que se le sustituyeron varios prismas varios cristales faltantes, además de recableada limpiada y lacada en sus partes de latón. También hay una alfombra oriental tejida en Inglaterra en tonos de verde, gris, terracota y óxido. Y es a su vez relevante la silla de Speaker colocada en un estrado debajo de un dosel con una talla del escudo de armas real.
El papel pintado de la cámara, titulado Japanesque, es una reproducción de época de los archivos del Instituto Smithsoniano.

## Otros edificios gubernamentales
El edificio está rodeado por dos inmuebles gubernamentales. Al oriente está el Ministerio de Educación, construido en 1816, lo que lo convierte en el edificio público más antiguo de la ciudad. Originalmente comprendía solo la planta baja,  pero en 1869 se agregaron un primer piso y un ático. Este inmueble es usualmente conocido como Bloque (o Edificio) Este y fue ocupado por el Departamento de Educación hasta finales de los años 1950.
Al occidente está por su parte Edificio Ministerial, construido en 1888. Fue diseñado por R. C. Dunn en estilo neorrománico y se encuentra en el sitio anteriormente ocupado por la Oficina del Agrimensor General y luego por el Departamento de Tierras de la Corona. A menudo conocido como el Bloque (o Edificio) Oeste, ahora está ocupado por la Oficina de Miembros del Gobierno, la Oficina de Hansard y la Galería de Prensa Parlamentaria.

## Galería

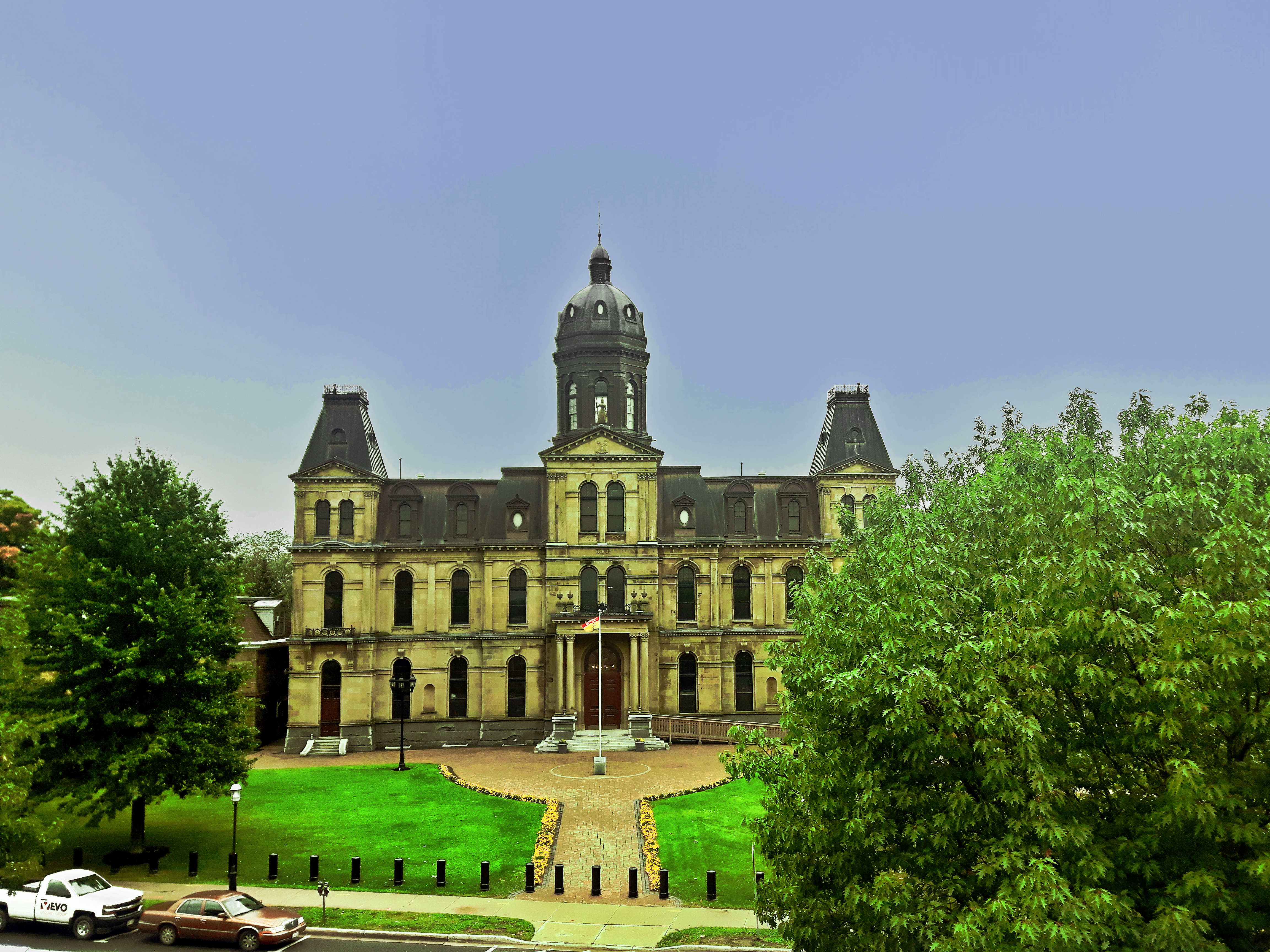
El edificio, su parque y Queen Street vistos desde la Beaverbrook Art Gallery
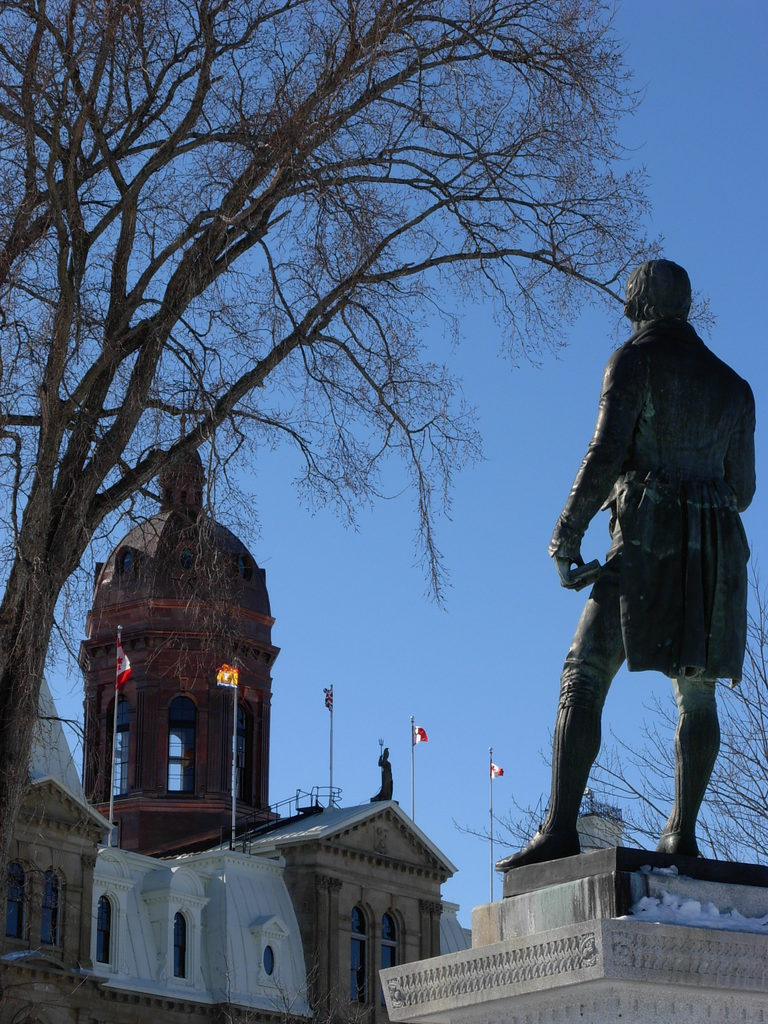
Estatua de Robert Burns
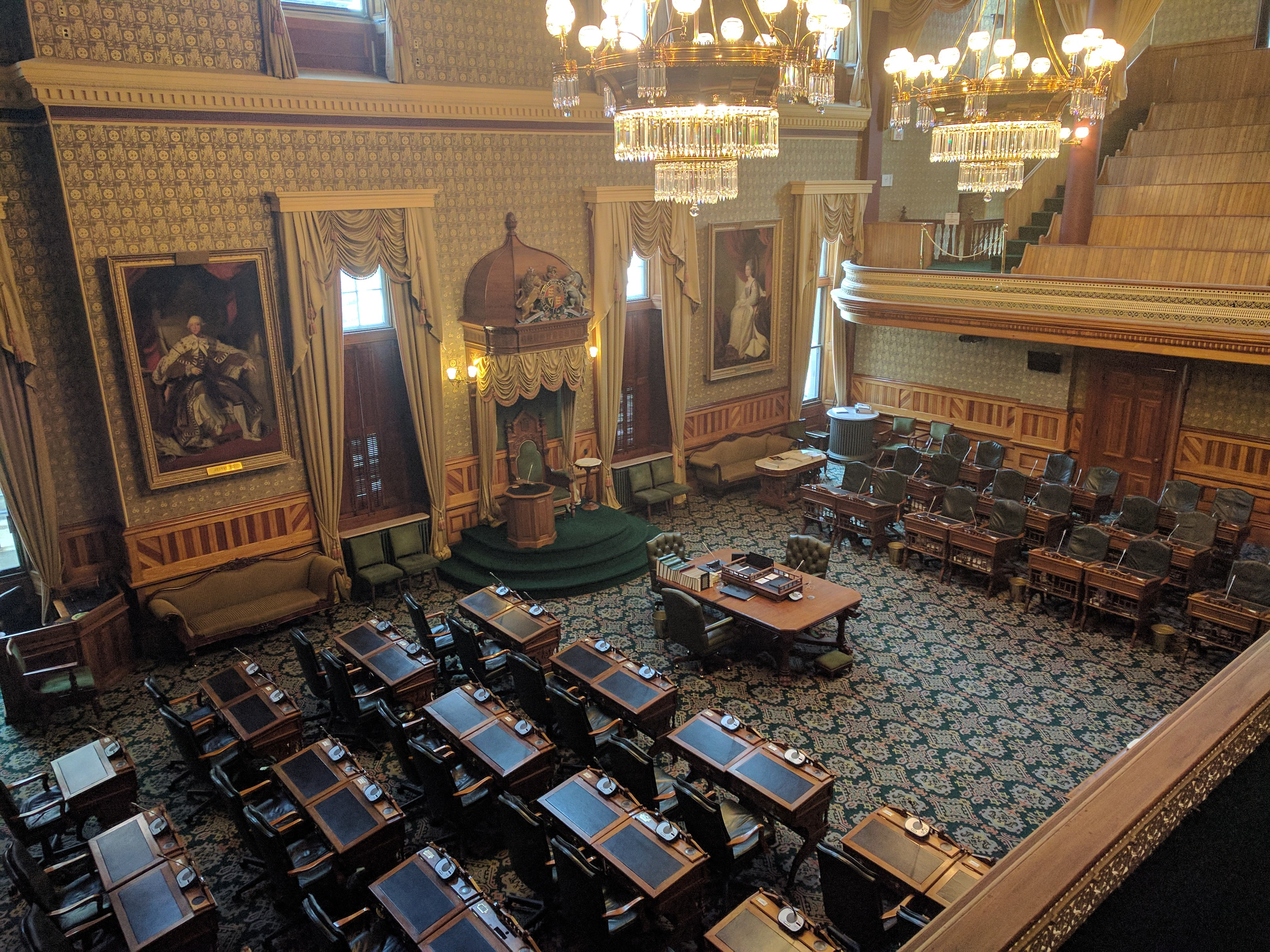
Sala de la Legislatura. El escudo de armas real está tallado en el dosel
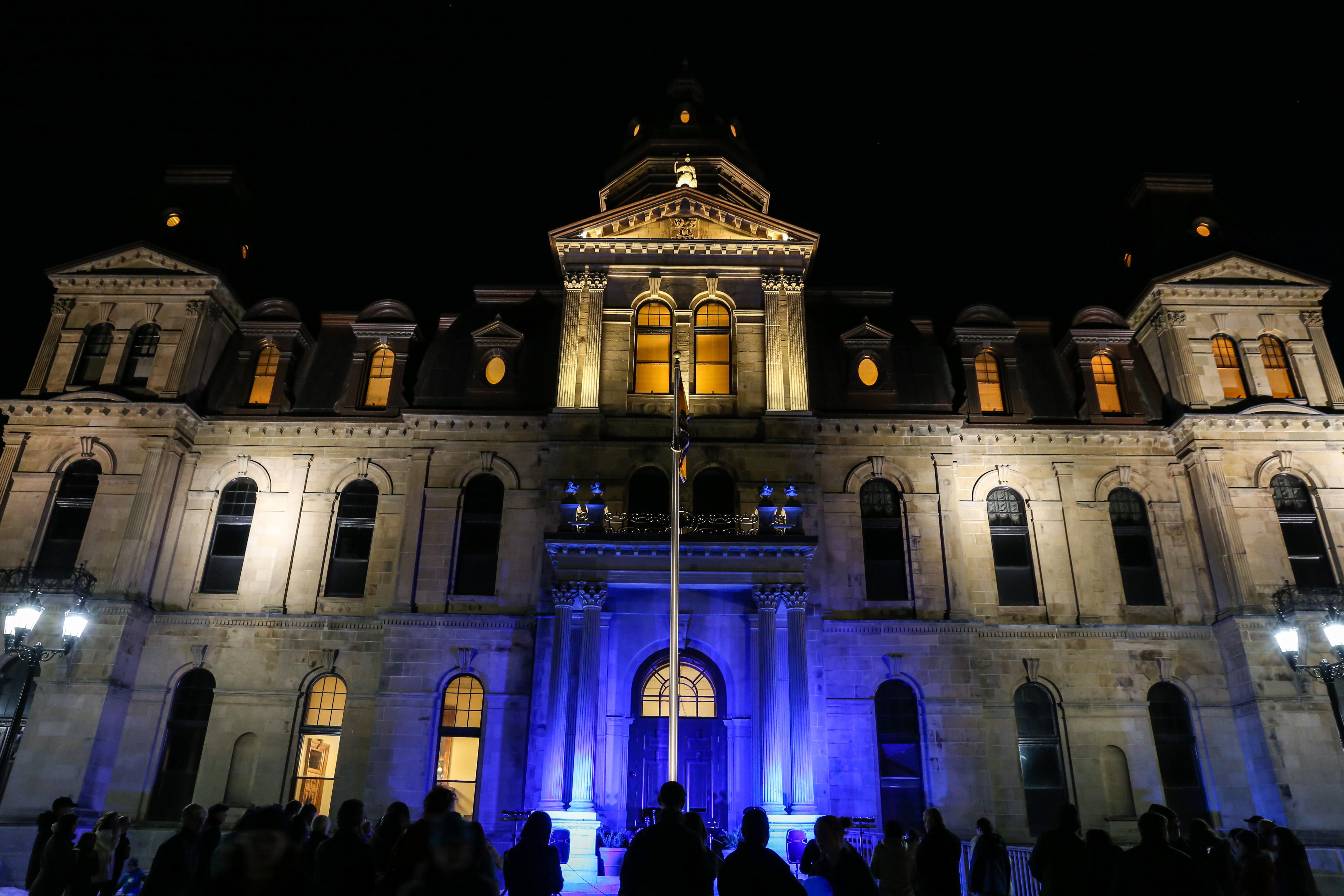
Iluminación nocturna en el Día Mundial de Concienciación sobre el Autismo de 2020